# Costaricaskogssångare
Costaricaskogssångare (Basileuterus melanotis) är en fågel i familjen skogssångare inom ordningen tättingar.

## Utseende och läte
Costaricaskogssångaren är en liten beigebrun skogssångare. På huvudet har den tydliga svarta längsgående hjässband och en mörk kindfläck (därav det engelska namnet Black-eared Warbler). Könen är lika. Den påminner om beigebrynad skogssångare, men är knubbigare med längre stjärt och avvikande ansiktsteckning. Sången är energisk och kvittrande. 

## Utbredning och systematik
Fågeln förekommer i Costa Rica och västra Panama. Den behandlas som monotypisk, det vill säga att den inte delas in i några underarter. Fågeln betraktades tidigare som en underart till trestrimmig skogssångare (B. tristriatus) men urskiljs numera vanligen som egen art.

## Levnadssätt
Costaricaskogssångaren hittas i skogars undervegetation. Där ses den i par eller smågrupper, ofta som en del av artblandade flockar.

## Status
Trots det begränsade utbredningsområdet och att den tros minska i antal anses beståndet vara livskraftigt av internationella naturvårdsunionen IUCN.